# Brunfelsia australis
Brunfelsia australis ist eine Art aus der Sektion Franciscea der Gattung Brunfelsia. Die 2 bis 4 m hohen Sträucher oder Bäume kommen in Teilen Brasiliens, Paraguays, Argentiniens und Uruguays vor.

## Beschreibung

### Vegetative Merkmale
Brunfelsia australis ist ein 2 bis 4 m hoher Strauch oder kleiner Baum. Der Stamm ist oft knapp über der Basis verzweigt und erreicht einen Durchmesser von bis zu 8 cm. Die Äste sind aufrecht gerichtet und abgespreizt, mit Blättern besetzt und unbehaart. Die Rinde ist grün mit gelb-braunen Rissen und mit Korkwarzen versehen. Die jungen Zweige sind unbehaart und grün.
Die Laubblätter stehen über die gesamten Zweige verteilt an 3 bis 8 mm langen, unbehaarten oder leicht behaarten Blattstielen. Die häutige bis fast ledrige Blattspreite ist 4 bis 12,5 cm lang und 2,5 bis 6,0 cm breit. Sie ist breit elliptisch bis umgekehrt eiförmig, selten kreisförmig oder rhombisch. Die Spitze ist stumpf bis abgerundet, nur gelegentlich spitz zulaufend, die Basis ist keilförmig und an jungen Blättern oftmals leicht flaumhaarig bewimpert, zur Mittelrippe hin kahl werdend oder drüsig besetzt. Die Oberseite ist mattgrün gefärbt, die Unterseite blassgrün. Von der Mittelrippe gehen beidseitig fünf bis sieben gerade oder leicht gebogene Seitenadern ab, die auf der Unterseite hervorstehend sind.

### Blütenstände und Blüten
Die aufsitzenden Blütenstände stehen endständig an den Spitzen der Zweige und bestehen aus einer bis vier duftenden Blüten. Die Tragblätter der Blüten können bis zu 2 mm lang, lanzettlich, konkav und bewimpert sein, sowie zunächst laubblattartig sein. Die Blütenstiele sind kräftig, 4 bis 7 mm lang und unbehaart, während der Fruchtreife werden sie dicker und korkig-warzig. 
Der blassgrüne Kelch erreicht eine Länge von 7 bis 12 mm und hat einen Durchmesser von 4 bis 10 mm. Er ist glockenförmig, mehr oder weniger aufgeblasen, unbehaart, selten mit Papillen gepunktet, fest häutig und mit netzartigen Adern durchzogen. Die eiförmig-lanzettlichen Kelchzähne sind 3 bis 6 mm lang und spitz zulaufend. Zur Fruchtreife umschließt der Kelch die Frucht teilweise und wird zäh und glatt.
Die zunächst violetten, im Alter zu weiß verblassenden, verwachsenen Kronblätter bilden eine 25 bis 32 mm lange Kronröhre, die einen Durchmesser von 1,5 bis 2,0 mm hat und zwei bis drei Mal so lang wie der Kelch ist. Daran schließt sich ein flacher, abstehender Kronsaum an, der einen Durchmesser von 30 bis 40 mm erreicht. Am Übergang zwischen Kronröhre und Kronsaum befindet sich eine deutlich ausgeprägte, runde, weiße bis gelbe Verdickung. Die sich seitlich überlappenden Kronlappen sind gleich gestaltet, breit abgerundet, an der Spitze oft plötzlich verjüngt zulaufend.
Die vier Staubblätter stehen in zwei Paaren innerhalb der Kronröhre. Die Staubfäden sind schlank, beim oberen Paar 2 bis 3 mm lang, beim unteren Paar 3 bis 5 mm. Die Staubbeutel haben einen Durchmesser von 1 mm und sind kreisförmig-nierenförmig.

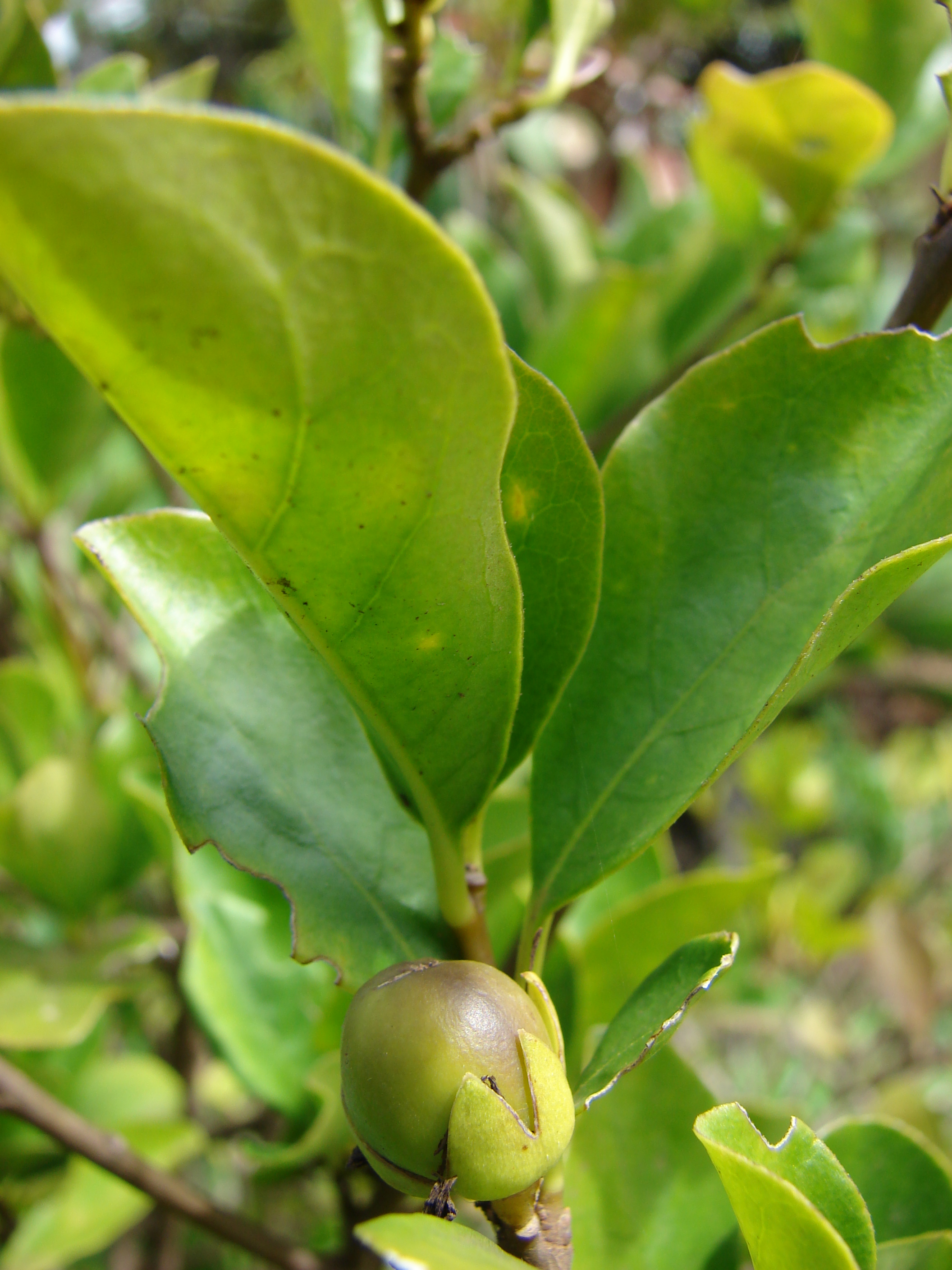
Frucht von Brunfelsia australis

Der eiförmig-konische Fruchtknoten hat eine Höhe von etwa 2,5 mm und einen Durchmesser von 1 mm. Der Griffel hat eine Länge von 20 bis 28 mm, die Narbe ist etwa 1 mm lang.

### Früchte und Samen
Die Frucht ist eine 10 bis 22 mm lange und 10 bis 20 mm breite Kapsel, die fast kugelförmig bis eiförmig ist. An der Spitze ist sie spitz zulaufend. Sie ist glatt, unbehaart und dunkel grün. Das Perikarp ist 0,5 mm dick und trocknet bei Reife ein. Die Kapsel ist nicht aufspringend oder nur sehr spät aufspringend. Je Frucht bilden sich 20 bis 40 Samen, die 4 bis 6 mm lang und 3 bis 4 mm im Durchmesser sind. Sie sind länglich-elliptisch, gewinkelt und dunkelbraun. Das leicht gebogene Embryo ist 3 bis 4 mm lang, die Keimblätter sind eiförmig.

## Vorkommen
Brunfelsia australis kommt in den brasilianischen Bundesstaaten Paraná, Rio Grande do Sul und Sao Paulo sowie in Paraguay, in den argentinischen Provinzen Chaco, Corrientes, Formosa, Misiones und Santa Fe, sowie in Uruguay vor. In Kultur sind sie als Zierpflanzen in weiten Teilen Südamerikas zu finden, wachsen dann vor allem zwischen den Breitengraden 35° N und 35° S.